# Аяпанеко
Аяпане́ко (Аяпанський соке, Соке Табаско, самоназва Nuumte Oote, дослівно правильний голос) — мова гілки соке. До середини 20 століття існувала активна, хоча й невелика, спільнота мовців аяпанеко. Проте в результаті введення обов'язкової освіти іспанською, урбанізації та міграції носіїв мови відбулося скорочення сфери її вжитку. Станом на 2011 рік лише двоє людей могли спілкуватися мовою вільно — Мануель Сеґовія (нар. ~1936) та Ісідро Веласкес (нар. ~1942).
Деніел Саслек, доцент антропології Індіанського університету, працює над створенням словника мови аяпанеко. Проте цю роботу ускладнювало те, що останні двоє мовців відмовлялися спілкуватися один з одним через особисті стосунки, навіть не мали бажання записувати діалог для мовознавчого дослідження. Втім, у травні 2014 року Сеґовія та Веласкес помирилися і зараз викладають мову разом. Національний інститут корінних мов (ісп. Instituto Nacional de Lenguas Indígenas) також виявив інтерес до відродження мови.